# Optical Line Termination

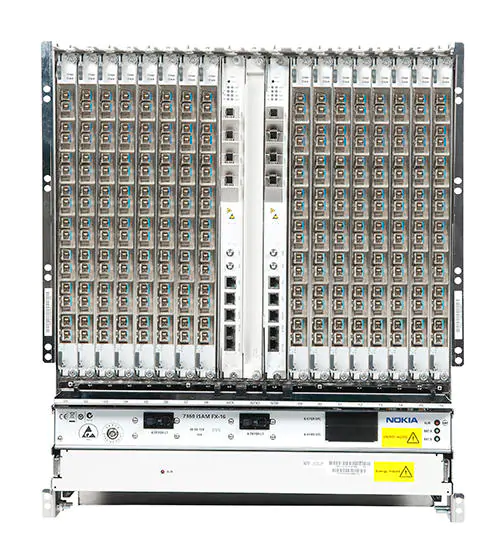
Un OLT Nokia 7360

Pour les articles homonymes, voir OLT.
L'Optical Line Termination (abrév. OLT), appelé aussi Optical Line Terminal, est l'équipement de terminaison, côté réseau, assurant l’interface avec les fibres dans les réseaux FTTH en fibres optiques ; il est connecté à un ou plusieurs réseaux de distribution optique passifs (ODN). 

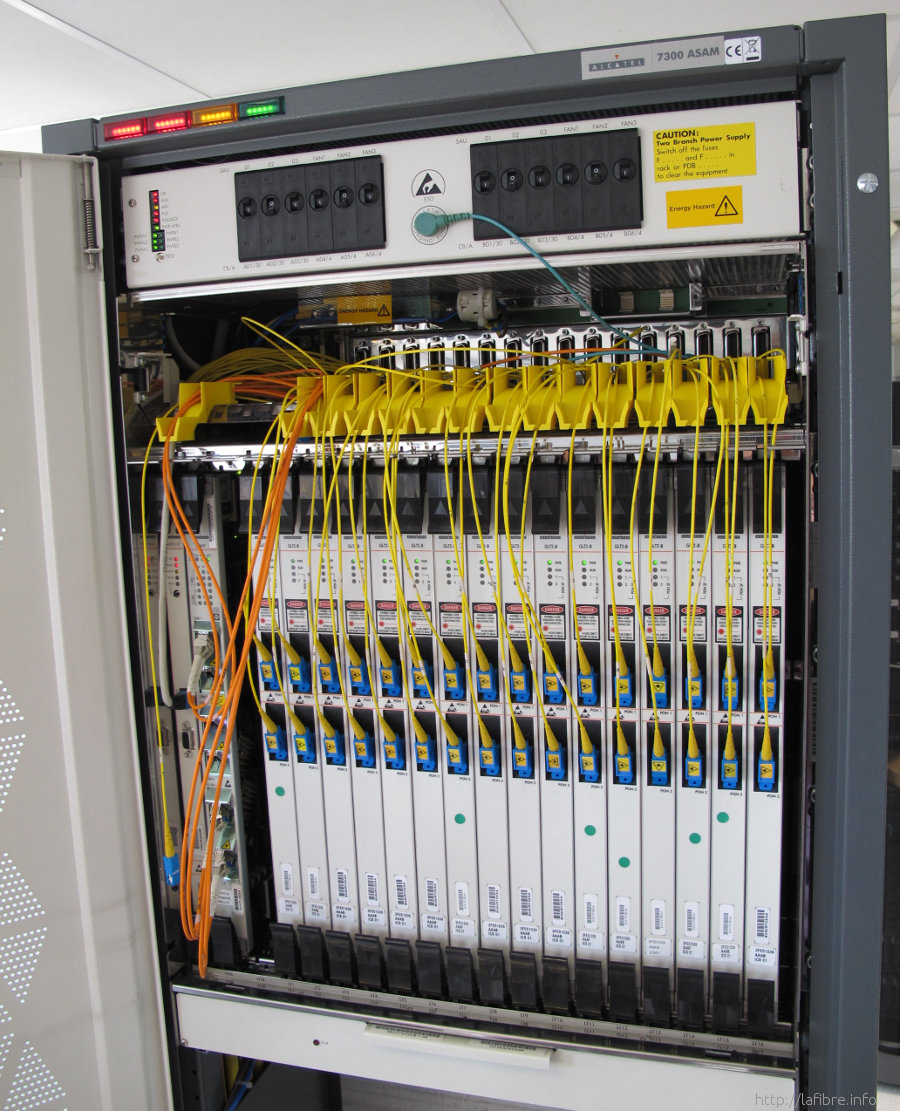
Un OLT Alcatel-Lucent utilisé par l'opérateur français CityPlay (2013)

Dans un réseau FTTH, un OLT est relié à une ou à plusieurs terminaison d'abonnés, appelées Optical Network Unit (ONU) ou ONT, par des fibres optiques « point à point » (réseau FTTH P2P) ou multipoint (réseau GPON). C'est le point final d'accès au réseau privé d'un opérateur réseau fournissant les services numériques (Internet, téléphonie, télévision, etc.) avant les réseaux de distribution dans leur boucle locale (généralement limitée à un rayon d'une vingtaine de kilomètres, mais parfois plus grand si la boucle locale dispose de répéteurs ou amplificateurs de signaux). Ces réseaux de distribution peuvent se constituer soit entièrement en fibre optique jusqu'à l'abonné (réseaux FTTH), soit transiter partiellement via un ONU par autre réseau cuivre, câblé ou sans fil.
En France, l'OLT est généralement situé dans le nœud de raccordement optique (NRO) et chaque boucle locale fibre est réglementairement partagée entre tous les opérateurs et ouverte à la concurrence. Des ONU sont installés dans les points de raccordement et d'adaptation aux autres réseaux non fibrés existants, tels que les NRA (pour la distribution sur réseau cuivre en ADSL, VDSL ou la téléphonie analogique classique : ces NRA sont en cours de démantèlement dans toutes les régions, avec une extinction totale programmée vers l'année 2030) ou les antennes de téléphonie mobile et d'autres réseaux non filaires publics ou privés (là où l'opérateur de réseau mobile ne dispose pas localement de son propre réseau fibré mais doit transiter par une boucle locale partagée pour raccorder ses antennes locales).
Techniquement les ONU et ONT sont la même chose, la différence étant seulement liée à leur emplacement et leur mode de commercialisation et d'exploitation :
- les ONU sont à la charge de l'opérateur et gérés par lui (à l'échelle d'un quartier ou celle d'une petite commune, dans un rayon proche du kilomètre pour les accès en ADSL, VDSL ou réseaux mobiles, selon la technologie employée et le débit à commercialiser) mais pas directement chez ses abonnés finals (en général la fibre reliant l'ONU à l'ONT est de meilleure qualité pour soutenir un débit plus important, afin de en charge un plus grand nombre d'abonnés finals en leur garantissant un débit commercialisé suffisant),
- alors que les ONT sont déployés par l'opérateur directement chez ses clients finals (en FTTH), et parfois (mais pas toujours) intégrés dans les routeurs fibre connectés à la prise fibre installée chez lui (en FTTH uniquement), ces prises fibre étant gérée (en partage) par la boucle locale ouverte à la concurrence (comme le sont aussi, depuis le début des années 2000 en France, les prises du réseau cuivre classique en cours de démantèlement, ou dans certains pays les prises des réseaux câblés historiques).
- Tous les ONT (chez l'abonné final) et les ONU (dans un local de l'opérateur commercialisant ses accès) sont connectés directement en fibre jusqu'à l'OLT : cette connexion utilise très souvent des fibres exploitées en partage par plusieurs opérateurs finals, mais gérées par un opérateur de boucle locale (sauf quand l'ONU pour d'autres réseaux d'accès que la fibre est situé dans le même local que l'OLT, sans nécessiter le transit de cette fibre par un domaine public, pour la distribution directe dans le secteur le plus proche de l'OLT ; toutefois pour les clients finals situés dans cette zone, la législation peut imposer de mutualiser ce point d'accès à l'ONU pour certains types d'accès réglementés dans leur boucle locale, afin de permettre la concurrence des offres commerciales à destination de ces clients finals, et cet ONU mutualisé peut alors raccordé à plusieurs ONT d'opérateurs différents, via un routeur ou switch optique géré par l'opérateur de boucle optique locale).

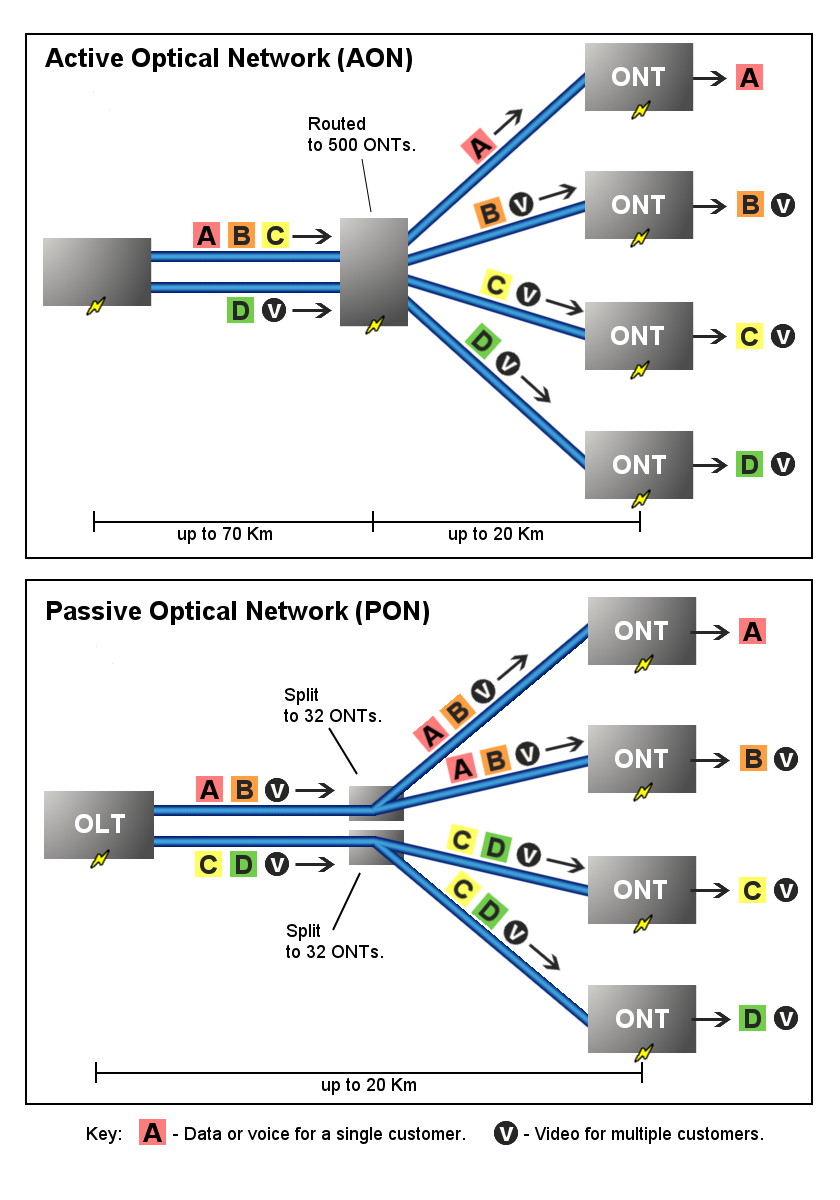
2e dessin : connexions entre OLT et ONT dans un réseau FTTH passif (PON).